# System ligowy piłki nożnej w województwie warmińsko-mazurskim
Poziomy rozgrywkowe w obecnym województwie warmińsko-mazurskim od roku 1945 obejmują swym zasięgiem granice:
- 1945 - 1975 Olsztyńskiego Okręgowego Związku Piłki Nożnej (województwo olsztyńskie)
- 1975 -1998 Olsztyńskiego, Elbląskiego, Suwalskiego, Ciechanowskiego i Toruńskiego OZPN (województwa olsztyńskie, elbląskie, suwalskie, ciechanowskie i toruńskie)
- od 1998 Warmińsko-Mazurski Związek Piłki Nożnej (województwo warmińsko-mazurskie)

## Historia systemu rozgrywek

### Okręg Mazurski (1945)
| Sezony | II poziom ligowy      | III poziom ligowy | IV poziom ligowy | V poziom ligowy | VI poziom ligowy | VII poziom ligowy | VIII poziom ligowy |
| ------ | --------------------- | ----------------- | ---------------- | --------------- | ---------------- | ----------------- | ------------------ |
| 1945   | eliminacje do klasy A |                   |                  |                 |                  |                   |                    |

### Woj. olsztyńskie (1946-1975/1976)
| Sezony              | II poziom ligowy | III poziom ligowy   | IV poziom ligowy      | V poziom ligowy                                 | VI poziom ligowy                               | VII poziom ligowy | VIII poziom ligowy |
| ------------------- | ---------------- | ------------------- | --------------------- | ----------------------------------------------- | ---------------------------------------------- | ----------------- | ------------------ |
| 1946-1948           | klasa A          | klasa B             |                       |                                                 |                                                |                   |                    |
| 1948/1949           | klasa A          | klasa B             | klasa C               |                                                 |                                                |                   |                    |
| 1949/1950-1950/1951 |                  | klasa A             | klasa B               | klasa C                                         |                                                |                   |                    |
| 1952                |                  | klasa mistrzowska I | klasa mistrzowska II  | klasa mistrzowska III (tylko mecze towarzyskie) | klasa mistrzowska IV (tylko mecze towarzyskie) |                   |                    |
| 1953-1955           |                  |                     | klasa A               | klasa B                                         | klasa C                                        |                   |                    |
| 1956                |                  |                     | klasa A               | klasa B                                         | klasa C                                        | klasa W(?)        |                    |
| 1957-1960/1961      |                  | III liga okręgowa   | klasa A               | klasa B                                         | klasa C                                        | klasa W(?)        |                    |
| 1961/1962-1965/1966 |                  | III liga okręgowa   | klasa A               | klasa B                                         | klasa C (LZS)                                  |                   |                    |
| 1966/1967-1972/1973 |                  |                     | klasa okręgowa        | klasa A                                         | klasa B                                        | klasa C           | klasa D (gminna)   |
| 1973/1974           |                  | III liga okręgowa   | klasa A               | klasa B                                         | klasa C                                        | klasa D (gminna)  |                    |
| 1974/1975-1975/1976 |                  | klasa wojewódzka    | klasa międzypowiatowa | klasa powiatowa                                 | klasa C (gminna)                               |                   |                    |

- (?) - brak pewności co do istnienia danej klasy rozgrywkowej

### Woj. olsztyńskie, elbląskie i suwalskie (1976/1977-1999/2000)
| Sezony              | II poziom ligowy | III poziom ligowy | IV poziom ligowy                         | V poziom ligowy          | VI poziom ligowy  | VII poziom ligowy       | VIII poziom ligowy      |
| ------------------- | ---------------- | ----------------- | ---------------------------------------- | ------------------------ | ----------------- | ----------------------- | ----------------------- |
| 1976/1977-1978/1979 |                  |                   | klasa A (O, E, S)                        | klasa B (O, E, S)        | klasa C (O, E)    | klasa D (O - gminna, E) |                         |
| 1979/1980-1980/1981 |                  |                   | klasa okręgowa (O, S, E-T)               | klasa A (O, E, S)        | klasa B (O, E)    | klasa C (O - gminna, E) |                         |
| 1981/1982-1982/1983 |                  |                   | klasa okręgowa (O, E, S)                 | klasa A (O, E, S)        | klasa B (O, E)    | klasa C (O - gminna)    |                         |
| 1983/1984           |                  |                   | klasa okręgowa (O, E, S)                 | klasa A (O, E, S)        | klasa B (O, E, S) | klasa C (O - gminna)    |                         |
| 1984/1985-1985/1986 |                  |                   | klasa okręgowa (O, E, S)                 | klasa A (O, E, S)        | klasa B (O, E, S) | klasa C (O - gminna, E) |                         |
| 1986/1987-1988/1989 |                  |                   | klasa okręgowa (O-E, B-S)                | klasa A (O, E, S)        | klasa B (O, E, S) | klasa C (O, E)          | klasa D (O - gminna, E) |
| 1989/1990           |                  |                   | klasa makroregionalna (O, B-Ł-S, E-T-Bd) | klasa A (O, E, S)        | klasa B (O, E, S) | klasa C (O (LZS), E)    |                         |
| 1990/1991-1995/1996 |                  |                   | klasa okręgowa (O, E, S)                 | klasa A (O, E, S)        | klasa B (O, E, S) | klasa C (LZS) (O, E)    |                         |
| 1996/1997-1997/1998 |                  |                   | IV liga (E)                              | klasa okręgowa (O, E, S) | klasa A (O, E, S) | klasa B (O, E)          | klasa C (LZS) (O, E)    |
| 1998/1999-1999/2000 |                  |                   |                                          | klasa okręgowa (O, E, S) | klasa A (O, E, S) | klasa B (O, E)          | klasa C (LZS) (O, E)    |

- O-Olsztyn, E-Elbląg, S-Suwałki, B-Białystok, Ł-Łomża, T-Toruń, Bd-Bydgoszcz
- fragmenty obecnego woj. warmińsko-mazurskiego znajdowały się w latach 1975-1998 w: woj. ciechanowskim (Działdowo i okolice) i woj. toruńskim (Nowe Miasto Lubawskie i okolice)

### Woj. warmińsko-mazurskie (od 2000/2001)
| Sezony              | II poziom ligowy | III poziom ligowy | IV poziom ligowy | V poziom ligowy | VI poziom ligowy | VII poziom ligowy | VIII poziom ligowy |
| ------------------- | ---------------- | ----------------- | ---------------- | --------------- | ---------------- | ----------------- | ------------------ |
| 2000/2001-2007/2008 |                  |                   | IV liga          | klasa okręgowa  | klasa A          | klasa B           |                    |
| 2008/2009-?         |                  |                   |                  | IV liga         | klasa okręgowa   | klasa A           | klasa B            |